# Hymenogaster sulcatus
Hymenogaster sulcatus är en svampart som beskrevs av R. Hesse 1891. Hymenogaster sulcatus ingår i släktet Hymenogaster och familjen Strophariaceae.   Inga underarter finns listade i Catalogue of Life.